# Olimpiada Matemática Nacional

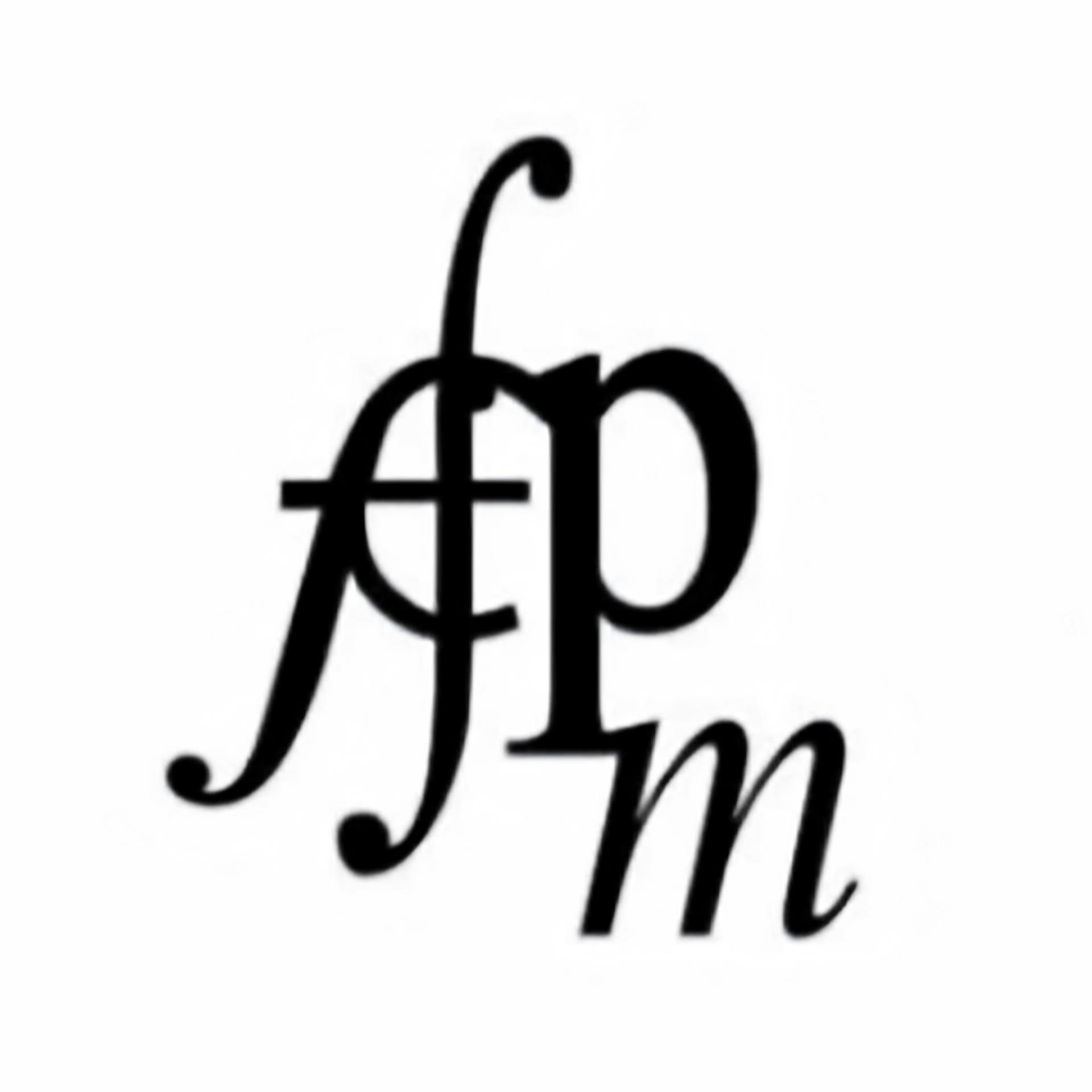
Logo de la Federación Española de Sociedades de Profesores de Matemáticas

La Olimpiada Matemática Nacional es un concurso anual de ámbito español en el que los participantes, alumnos de 2.º de ESO (13-14 años), deberán aplicar sus conocimientos matemáticos para resolver cierto número de problemas. Está organizada por la Federación Española de Sociedades de Profesores de Matemáticas (FESPM). La primera edición tuvo lugar en Navarra en 1990.
El concurso en sí se compone de dos o tres fases, dependiendo de la Comunidad Autónoma en que se realice. El nivel de competitividad y dificultad será creciente a medida que se supere cada fase; se acredita como vencedor a los alumnos que obtienen Mención de Honor en la fase Nacional de la Olimpiada.

## Fases

### Fase provincial
- Se realiza en abril
- Consta de un "examen" de 4 preguntas.
- Los participantes son estudiantes de 2º de la E.S.O que voluntariamente se presentan sin requisitos previos.
- Los tres alumnos de mejor puntuación pueden acceder a la siguiente fase.

### Fase autonómica
- Se celebra en mayo.
- Consta de dos pruebas: el circuito matemático por grupos, el viernes, y la prueba individual, similar a la fase de distrito, el sábado.
- Los participantes deben enfrentarse a 14 pruebas (10 del circuito y 4 del "examen").
- Durante el acto de clausura el domingo se procede a revelar las soluciones de las pruebas y a nombrar a los 3 participantes que representarán a su Comunidad en la fase nacional.

### Fase nacional
- Suele celebrase a finales de junio.

Los problemas de cada fase no requiere conocimientos especiales de Matemática, sino que requieren de creatividad para solucionar nuevas situaciones.